# إيفرتون دي فينا ديل مار
نادي إيفرتون دي فينا ديل مار (بالإسبانية: Everton de Viña del Mar)‏ نادي كرة قدم تشيلي يلعب في دوري الدرجة الممتازة . تم تأسيس النادي في سنة 1909 .